# Kwak Dong-yeon
Đây là một tên người Triều Tiên, họ là Kwak.
Kwak Dong-yeon (tiếng Hàn: 곽동연; sinh ngày 19 tháng 3 năm 1997) là nam diễn viên và nhạc sĩ người Hàn Quốc. Anh xuất hiện lần đầu trong bộ phim truyền hình My Husband Got a Family vào năm 2012, bộ phim mà anh đã nhận được giải Nam diễn viên trẻ xuất sắc nhất tại Giải thưởng phim truyền hình Hàn Quốc. Sau đó, anh đóng vai chính trong Adolescence Medley (2013), Modern Farmer (2014) và vào năm 2016, anh đã được công nhận với bộ phim cổ trang Mây hoạ ánh trăng. Anh cũng được biết đến với các vai diễn trong Người đẹp Gangnam (2018), My Strange Hero (2018), Never Twice (2019) và Vincenzo (2021).

## Tiểu sử
Kwak Dong-yeon sinh ngày 19 tháng 3 năm 1997 tại Daejeon, Hàn Quốc, có một chị gái lớn hơn anh hai tuổi.
Năm 13 tuổi, anh tự mình chuyển đến Seoul để theo đuổi ước mơ trở thành một nghệ sĩ. Anh ấy đã theo học âm nhạc tại Học viện FNC từ năm 2010, và cũng đã học diễn xuất. Vào tháng 2 năm 2013, anh tốt nghiệp trường trung học cơ sở Munrae và tốt nghiệp trường Trung học Biểu diễn Nghệ thuật Seoul vào tháng 2 năm 2016.

## Danh sách phim

### Phim
| Năm  | Nhan đề                      | Vai diễn       | Ghi chú    | Ng.         |
| ---- | ---------------------------- | -------------- | ---------- | ----------- |
| 2017 | Misbehavior                  | Yoo Jong-ki    | Cameo      |             |
| 2017 | Man of Will                  | Choi Yoon-suk  | Vai phụ    | [ 4 ]       |
| 2018 | Heung-boo: The Revolutionist | Sheddong       | Vai phụ    |             |
| 2019 | Baseball Girl                | Lee Jung-ho    | Vai phụ    | [ 5 ]       |
| 2022 | Far East                     | Kang Young-sik | Sound film | [ 6 ]       |
| 2022 | 6/45                         | Kim Man-cheol  | Vai phụ    | [ 7 ] [ 8 ] |

### Phim truyền hình
| Năm     | Nhan đề                                    | Kênh | Vai diễn                     | Ghi chú            | Ng.           |
| ------- | ------------------------------------------ | ---- | ---------------------------- | ------------------ | ------------- |
| 2012    | My Husband Got a Family                    | KBS2 | Bang Jang-goon               | Vai phụ            | [ 9 ]         |
| 2013    | Tình sử Jang Ok-jung                       | SBS  | Hoàng tử Dong-pyeong khi trẻ | Vai phụ            | [ 10 ]        |
| 2013    | Adolescence Medley                         | KBS2 | Choi Jeong-woo               | Vai chính          | [ 11 ]        |
| 2014    | Inspiring Generation                       | KBS2 | Shin Jung-tae thời trẻ       | Vai phụ            | [ 12 ]        |
| 2014    | KBS Drama Special: Middle School Student A | KBS2 | Lee Hae-joon                 |                    | [ 13 ]        |
| 2014    | Modern Farmer                              | SBS  | Han Ki-joon                  |                    | [ 14 ]        |
| 2015    | Splendid Politics                          | MBC  | Yi Ui-rip                    | Cameo              |               |
| 2015    | Drama Special: Avici                       | KBS2 | Ji Sun-woo                   | Vai chính          | [ 15 ]        |
| 2016    | Quý ông trở lại                            | SBS  | Han Gi-tak thời trẻ          | Vai phụ            | [ 16 ]        |
| 2016    | Puck!                                      | SBS  | Hwang Gyung-pil              | Vai chính          | [ 17 ]        |
| 2016    | Pied Piper                                 | tvN  | Jung In                      | Cameo (tập 4)      | [ 18 ]        |
| 2016    | The Master of Revenge                      | KBS2 | Lee Yong-joo                 | Cameo (tập 5–7)    | [ 19 ]        |
| 2016    | Mây hoạ ánh trăng                          | KBS2 | Kim Byung-yeon               | Vai chính          | [ 20 ]        |
| 2017    | Thanh xuân vật vã                          | KBS2 | Kim Moo-ki                   | Cameo (tập 1)      | [ 21 ]        |
| 2017    | Thế giới hợp nhất                          | SBS  | Sung Hae-cheol               | Vai phụ            | [ 22 ]        |
| 2017    | Drama Special – Slow                       | KBS2 | Lee Ji-won                   | Vai chính          | [ 23 ]        |
| 2018    | Chuyện tình radio                          | KBS2 | Jason                        | Vai phụ            | [ 24 ]        |
| 2018    | Người đẹp Gangnam                          | JTBC | Yeon Woo-young               | Vai chính          | [ 25 ]        |
| 2018–19 | My Strange Hero                            | SBS  | Oh Se-ho                     | Vai chính          | [ 26 ]        |
| 2019    | Doctor Detective                           | SBS  | Jung Ha-rang                 | Cameo (tập 1–3)    | [ 27 ]        |
| 2019–20 | Never Twice                                | MBC  | Na Hae-jun                   | Vai chính          | [ 28 ]        |
| 2020    | Điên thì có sao                            | tvN  | Kwon Gi-do                   | Cameo (tập 3–4,16) |               |
| 2021    | Vincenzo                                   | tvN  | Jang Han-seo                 | Vai phụ            | [ 29 ]        |
| 2021    | Drama Stage Season 4: Attention Hog        | tvN  | Kang Tae-soo                 | Vai chính          | [ 30 ]        |
| 2021    | Mùa hè yêu dấu của chúng ta                | SBS  | Họa sĩ Noah                  | Cameo (tập 4, 15)  | [ 31 ]        |
| 2022    | Big Mouse                                  | tvN  | Jerry                        | Vai phụ            | [ 32 ] [ 33 ] |
| 2022    | Gaus Electronics                           | ENA  | Lee Sang-shik                | Vai chính          | [ 34 ]        |
| 2024    | Nữ hoàng nước mắt                          | tvN  | Hong Soo-cheol               | Vai chính          | [ 35 ] [ 36 ] |

### Phim chiếu mạng
| Năm  | Nhan đề   | Nền tảng | Vai diễn      | Ghi chú | Ng.    |
| ---- | --------- | -------- | ------------- | ------- | ------ |
| 2022 | Monstrous | TVING    | Kwak Yong-joo | Vai phụ | [ 37 ] |

### Chương trình chiếu mạng
| Năm  | Nhan đề                                  | Nền tảng | Vai trò            | Ghi chú | Ng.    |
| ---- | ---------------------------------------- | -------- | ------------------ | ------- | ------ |
| 2019 | Let's go! Real trip: Three Delicious Man | Naver TV | Thành viên cố định |         | [ 38 ] |
| 2022 | Hậu bối du ký (Young Actors' Retreat)    | TVING    | Thành viên cố định | 8 tập   | [ 39 ] |

## Giải thưởng và đề cử
| Năm  | Lễ trao giải                                                                                      | Hạng mục                                                                 | (Những) Người / Tác phẩm được đề cử          | Kết quả   | Ng.           |
| ---- | ------------------------------------------------------------------------------------------------- | ------------------------------------------------------------------------ | -------------------------------------------- | --------- | ------------- |
| 2012 | Giải thưởng phim truyền hình Hàn Quốc lần thứ 5 (5th Korea Drama Awards)                          | Nam diễn viên trẻ xuất sắc nhất                                          | My Husband Got a Family                      | Đoạt giải | [ 40 ]        |
| 2012 | Giải thưởng phim truyền hình KBS (KBS Drama Awards)                                               | Nam diễn viên trẻ xuất sắc nhất                                          | My Husband Got a Family                      | Đề cử     |               |
| 2014 | Liên hoan phim thanh niên quốc tế Seoul lần thứ 16 (16th Seoul International Youth Film Festival) | Nam diễn viên trẻ xuất sắc nhất                                          | Inspiring Generation                         | Đề cử     |               |
| 2014 | Giải thưởng phim truyền hình KBS 2014 (2014 KBS Drama Awards)                                     | Nam diễn viên trẻ xuất sắc nhất                                          | Inspiring Generation Middle School Student A | Đoạt giải | [ 41 ]        |
| 2016 | Giải thưởng phim truyền hình KBS (KBS Drama Awards)                                               | Nam diễn viên mới xuất sắc nhất                                          | Mây họa ánh trăng                            | Đề cử     |               |
| 2017 | Giải thưởng phim truyền hình Hàn Quốc lần thứ 10 (10th Korea Drama Awards)                        | Nam diễn viên mới xuất sắc nhất                                          | Mây họa ánh trăng                            | Đề cử     | [ 42 ]        |
| 2017 | Giải thưởng phim truyền hình KBS (KBS Drama Awards)                                               | Nam diễn viên xuất sắc nhất trong phim truyền hình một màn/đặc biệt/ngắn | Slow                                         | Đề cử     |               |
| 2018 | Giải thưởng thương hiệu hàng đầu Hàn Quốc 2019 (2019 Korea First Brand Awards)                    | Nam diễn viên                                                            | Kwak Dong-yeon                               | Đoạt giải | [ 43 ] [ 44 ] |
| 2019 | Giải thưởng phim truyền hình MBC (MBC Drama Awards)                                               | Giải thưởng xuất sắc, Nam diễn viên trong phim truyền hình cuối tuần     | Never Twice                                  | Đề cử     |               |
| 2019 | Giải thưởng phim truyền hình SBS (SBS Drama Awards)                                               | Giải thưởng xuất sắc, Nam diễn viên trong Miniseries                     | My Strange Hero                              | Đề cử     |               |
| 2020 | Giải thưởng âm nhạc Hàn Quốc (Korea Musical Awards)                                               | Giải thưởng tân binh của năm (Nam)                                       | Something Rotten!                            | Đề cử     | [ 45 ] [ 46 ] |
| 2021 | Giải thưởng Ngôi sao APAN (APAN Star Awards)                                                      | Giải xuất sắc, Nam diễn viên trong phim truyền hình dài tập              | Never Twice                                  | Đề cử     | [ 47 ]        |